# Linothele megatheloides
Linothele megatheloides är en spindelart som beskrevs av Paz och Raven 1990. Linothele megatheloides ingår i släktet Linothele och familjen Dipluridae.
Artens utbredningsområde är Colombia. Inga underarter finns listade i Catalogue of Life.